# Diego Ficarra
Diego Ficarra (Vevey, 19 gennaio 1969) è un ex calciatore italiano, di ruolo difensore.

## Carriera
Inizia la carriera nel Canicattì in Interregionale e in Serie C2. Quindi passa al Licata con cui disputa 50 gare in Serie B dal 1988 al 1990.
Seguono poi quattro anni in Serie C1 con Licata , Vicenza, Triestina e Potenza, con un breve intermezzo a Parma nella stagione 1991-1992 nella quale non riesce ad esordire in massima serie.
Nella stagione 1993-1994 disputa un incontro in Serie B con la maglia del Vicenza. Chiude la carriera in Serie C2 nella stagione 1996-1997 nelle file del Taranto.

## Palmarès

### Club

#### Competizioni nazionali
- Serie C1: 1

Licata: 1987-1988
- Serie C2: 1

Licata: 1984-1985